# Freeborn
Freeborn és una població dels Estats Units a l'estat de Minnesota. Segons el cens del 2000 tenia 305 habitants.

## Demografia
Segons el cens del 2000, Freeborn tenia 305 habitants, 131 habitatges, i 88 famílies. La densitat de població era de 654,2 habitants per km².
Dels 131 habitatges en un 23,7% hi vivien nens de menys de 18 anys, en un 59,5% hi vivien parelles casades, en un 4,6% dones solteres, i en un 32,8% no eren unitats familiars. En el 28,2% dels habitatges hi vivien persones soles el 14,5% de les quals corresponia a persones de 65 anys o més que vivien soles. El nombre mitjà de persones vivint en cada habitatge era de 2,33 i el nombre mitjà de persones que vivien en cada família era de 2,81.
Per edats la població es repartia de la següent manera: un 20% tenia menys de 18 anys, un 7,5% entre 18 i 24, un 27,2% entre 25 i 44, un 25,2% de 45 a 60 i un 20% 65 anys o més.
L'edat mediana era de 41 anys. Per cada 100 dones de 18 o més anys hi havia 103,3 homes.
La renda mediana per habitatge era de 38.500 $ i la renda mediana per família de 47.031 $. Els homes tenien una renda mediana de 32.321 $ mentre que les dones 20.000 $. La renda per capita de la població era de 18.149 $. Entorn del 2,4% de les famílies i el 6,3% de la població estaven per davall del llindar de pobresa.

## Poblacions més properes
El següent diagrama mostra les poblacions més properes.